# Stora Malms distrikt
Stora Malms distrikt är ett distrikt i Katrineholms kommun och Södermanlands län. 
Distriktet ligger sydost om Katrineholm. 

## Tidigare administrativ tillhörighet
Distriktet inrättades 2016 och utgörs av socknen Stora Malm i Katrineholms kommun.
Området motsvarar den omfattning Stora Malms församling hade vid årsskiftet 1999/2000.